# Portrait de groupe
Le portrait de groupe est, dans la peinture, une scène de genre représentant plusieurs personnes – une famille, un groupe d'amis, etc. –, incluant ou non le peintre lui-même, en suivant pour chacune les règles du portrait individuel. Devenu profane avec le temps, ce type d'œuvre peinte ou dessinée figure des scènes à caractère anecdotique ou familier.

## Histoire
Ce genre se développe au XVe siècle, et revêt d'abord une dimension sacrée par la représentation de la Sainte Famille.

## Évolution
Par extension et parfois abus de langage, on peut parler d'un portrait de groupe pour une œuvre sculpturale, photographique ou, à la rigueur, littéraire, représentant plusieurs personnes en suivant pour chacune les règles du portrait individuel. 

## Exemples

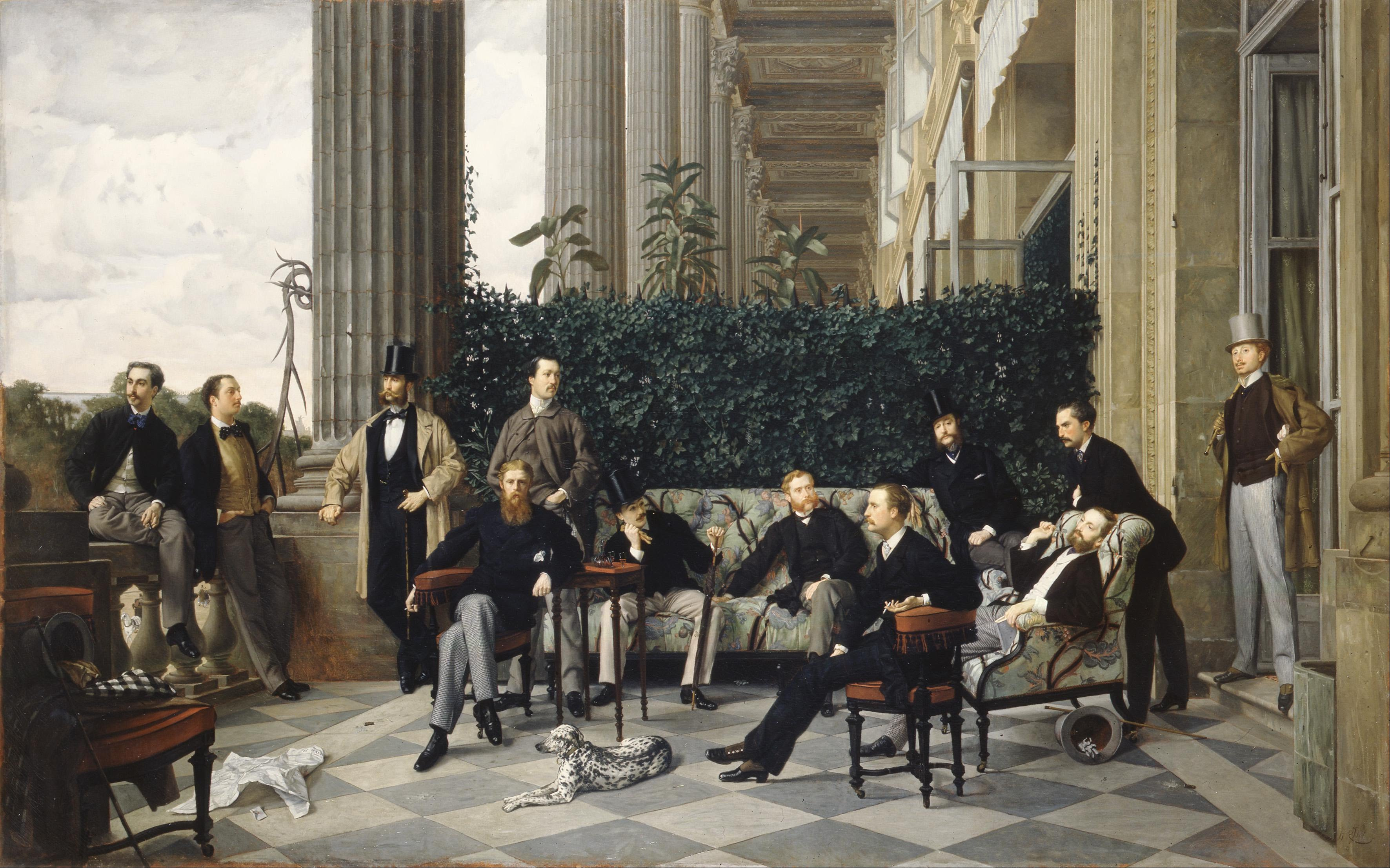
Le Cercle de la rue Royale, un portrait de groupe peint par James Tissot en 1868.

Le peintre français Henri Fantin-Latour est particulièrement réputé pour avoir peint, au XIXe siècle, plusieurs œuvres de ce genre. Il n'est, bien entendu, pas le seul.
- Réunion d'amis, d'Eustache Le Sueur (vers 1640).
- Les Ménines, de Diego Vélasquez (1656).
- A Conversation of Virtuosis at the Kings Arms (1735) de Gawen Hamilton.
- La Tribune des Offices (1778) de Johan Joseph Zoffany.
- Réunion d'artistes dans l'atelier d'Isabey de Louis-Léopold Boilly (1798).
- Hommage à Delacroix, d'Henri Fantin-Latour (1864).
- Le Cabaret de la Mère Antony, d'Auguste Renoir (1866).
- Le Cercle de la rue Royale, de James Tissot (1868).
- Un atelier aux Batignolles, d'Henri Fantin-Latour (1870).
- Un coin de table, d'Henri Fantin-Latour (1872).
- Autour du piano, d'Henri Fantin-Latour (1885).
- Une leçon clinique à la Salpêtrière d'André Brouillet (1887).
- Hommage à Cézanne, de Maurice Denis (1900).
- La Lecture par Émile Verhaeren, de Théo Van Rysselberghe (1903).
- Groupe d'artistes, de Marie Laurencin (1908).
- Apollinaire et ses amis, de Marie Laurencin (1909).

## Portrait de groupe photographique
Les occasions collectives donnent souvent lieu à des portraits de groupe. Des photographes professionnels se spécialisent ainsi dans le portrait de mariage, où figure non seulement le couple, mais encore les parents et témoins ; dans le portrait de classe à l'école, d'équipe sportive.